# Jānis Bērziņš (biathlonista)
Jānis Bērziņš (ur. 9 stycznia 1982 w Kiesiu) – łotewski biathlonista.
Jānis Bērziņš brał udział w Zimowych Igrzyskach Olimpijskich 2006. Najwyższe miejsce w klasyfikacji generalnej Pucharu Świata zajął w sezonie 2006/2007, gdy uplasował się na 70. pozycji.

## Osiągnięcia

### Zimowe igrzyska olimpijskie
| Rok  | Miejscowość | Konkurencje | Konkurencje | Konkurencje | Konkurencje | Konkurencje | Konkurencje | Konkurencje |
| Rok  | Miejscowość | IN          | SP          | PU          | MS          | RL          | MR          | SR          |
| ---- | ----------- | ----------- | ----------- | ----------- | ----------- | ----------- | ----------- | ----------- |
| 2006 | Turyn       | 37.         | 48.         | 42.         | –           | 16.         | nd.         | –           |

### Mistrzostwa świata
| Rok  | Miejscowość     | Konkurencje | Konkurencje | Konkurencje | Konkurencje | Konkurencje | Konkurencje | Konkurencje |
| Rok  | Miejscowość     | IN          | SP          | PU          | MS          | RL          | MR          | SR          |
| ---- | --------------- | ----------- | ----------- | ----------- | ----------- | ----------- | ----------- | ----------- |
| 2004 | Oberhof         | –           | 83.         | –           | –           | –           | nd.         | –           |
| 2005 | Hochfilzen      | 58.         | 29.         | 37.         | –           | 19.         | nd.         | –           |
| 2005 | Chanty-Mansyjsk | nd.         | nd.         | nd.         | nd.         | nd.         | 21.         | –           |
| 2007 | Anterselva      | 24.         | 69.         | –           | –           | 12.         | –           | –           |
| 2008 | Östersund       | –           | –           | –           | –           | 13.         | –           | –           |
| 2011 | Chanty-Mansyjsk | –           | –           | –           | –           | 14.         | –           | –           |

### Mistrzostwa Europy
| Rok  | Miejscowość          | Konkurencje | Konkurencje | Konkurencje | Konkurencje | Konkurencje | Konkurencje | Konkurencje |
| Rok  | Miejscowość          | IN          | SP          | PU          | MS          | RL          | MR          | SR          |
| ---- | -------------------- | ----------- | ----------- | ----------- | ----------- | ----------- | ----------- | ----------- |
| 2004 | Mińsk                | –           | 43.         | 34.         | nd.         | 6.          | nd.         | –           |
| 2006 | Langdorf-Arbersee    | 22.         | 36.         | 13.         | nd.         | 12.         | nd.         | –           |
| 2008 | Nové Město na Moravě | 20.         | –           | –           | nd.         | 5.          | nd.         | –           |